# Pompe péristaltique
Pour les articles homonymes, voir Pompe (homonymie).
Une pompe péristaltique (appelée aussi parfois pompe à galets) est une pompe utilisée pour les liquides et les gaz. Le fluide, liquide ou gazeux, est contenu dans un tube flexible, il est entraîné par un système pressant le tube à l'intérieur de la pompe. Ce processus, qui a pour nom le péristaltisme, est naturel dans divers systèmes biologiques comme celui du tube digestif.

## Fonctionnement

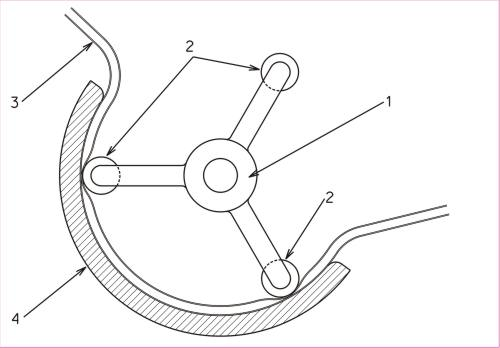
Diagramme d'une pompe péristaltique 1. Rotor 2. Galets 3. Tube flexible 4. Corps circulaire

La pompe péristaltique est constituée d’une tête, le plus souvent de forme circulaire, à l'intérieur de laquelle se trouve un tube flexible où progresse le fluide à pomper. Ce tube est déformé par un rotor doté de rouleaux ou galets, qui le compriment contre la tête circulaire. Les galets qui obturent des portions du tuyau durant leur rotation vont déplacer le fluide retenu dans le même sens. L’aspiration du fluide à l'entrée de la pompe est possible du fait de l’élasticité du tuyau.
À aucun moment le fluide n'est en contact avec le rotor. Il est uniquement en contact avec l'intérieur du tube, ce qui évite tout risque de contamination avec le mouvement de la pompe, voire de corrosion ou d'abrasion de celui-ci par les fluides agressifs ou chargés. L'évacuation du fluide est soumise à des pulsations du fait du passage des galets.

## Avantages

Pompe péristaltique en mouvement

L'atout majeur de ce type de pompe réside dans le fait que seul l’intérieur du tube est en contact avec le produit pompé. Cela permet de déplacer des liquides ou des gaz sans risque de contamination de ces fluides (fluides médicaux ou stériles, fluides radioactifs, gaz purs etc.) ni de détérioration de la pompe (fluides corrosifs, produits chimiques actifs, etc.).
- Pompe douce pour les liquides alimentaires, cosmétiques et pharmaceutiques.
- Tubes agréés FDA, NSF CLASSE VI.
- Elles peuvent fonctionner à des températures allant jusqu'à 135 °C, pour la série AB30 - AB35[réf. nécessaire], équipées de tube non tressé et jusqu'à 80 °C pour les pompes équipées de tube tressé en Isoprène Naturel FDA.

De plus, des débits assez importants peuvent être atteints, jusqu'à 60 000 l/h.

## Inconvénients
Ces pompes ont quelques défauts inhérents à leur constitution (par rapport à une pompe parfaite) :
- Elles créent des pulsations lors du passage du galet sur le tube mais des alternatives existent, notamment les amortisseurs de pulsations.
- L'usure du tube au niveau des galets est fonction de la vitesse de rotation choisie et de la pression de refoulement de l'installation. Il faut donc prévoir de remplacer régulièrement ces tubes en cas d'utilisation prolongée ou mal adaptée.
- L'encombrement à débit égal.

## Modèle linéaire

Pompe péristaltique linéaire - Animation

Des pompes péristaltiques linéaires moins fréquentes peuvent être rencontrées.  

## Design idéal
La pompe péristaltique idéale devrait avoir un diamètre infini de la tête de la pompe et le plus grand diamètre possible des rouleaux. Une telle pompe présenterait une durée de vie illimitée du tuyau et fournirait un débit constant et sans pulsations.
Des dispositifs permettent de réduire ces inconvénients: 
- tête de la pompe et rouleaux de grands diamètres
- leviers à ressort excentrés qui soutiennent les rouleaux

## Applications typiques
- Appareils de dialyse et de prélèvement de produits sanguins (y compris de type ECMO)
- Pompes doseuses
- Préleveurs automatiques
- Industrie agroalimentaire
- Industrie chimique
- Distributeur de boissons au gobelet
- Industrie pharmaceutique
- Laboratoire de chimie et de biologie médicale
- Pompe à béton
- Aquariophilie recifale
- Echantillonnage d'eaux souterraines en milieu naturel ou site pollué[2]